# N237 (België)
De N237 is een gewestweg in Waals-Brabant en verbindt de N238 in Ottignies-Louvain-la-Neuve met de ring van Nijvel. De weg is ongeveer 20 kilometer lang.

## N237a
De N237a is een 1,5 kilometer lange verbindingsweg tussen de N237 en de N275 bij Court-Saint-Étienne. De weg draagt de straatnaam Rue Noirhat en is niet al te breed waardoor het niet beschikt over belijning midden op de weg.